# أكسيد الفضة الأحادية والثلاثية
أكسيد الفضة الأحادية والثلاثية (يعرف أيضاً باسم أكسيد الفضة الثنائية) مركب كيميائي له الصيغة AgO ، ويكون على شكل مسحوق بلوري رمادي. هذا الأكسيد يشمل الفضة بحالتي الأكسدة الأحادية والثلاثية.

## الخواص
يظهر في مركب أكسيد الفضة الأحادية والثلاثية خاصية المغناطيسية المعاكسة، وتظهر تقنية انعراج الأشعة السينية أن للفضة في هذا المركب مجالي تساند مختلفين، يكون إحداهما محاطة بجزيئتي أكسيد خطيتين، في حين أن الأخرى يحيط بها أربعة جزيئات أكسيد في مستوي واحد. لذلك فإنه يمكن كتابة الصيغة على الشكل AgIAgIIIO2 حيث تشمل كل من الفضة الأحادية والثلاثية، أو Ag2O.Ag2O3.

## التحضير
يحضر مركب أكسيد الفضة الأحادية والثلاثية من تفاعل نترات الفضة مع فوق كبريتات الصوديوم.

## الاستخدامات
يستخدم المركب أثناء تحضير بطارية أكسيد الفضة.